# Base P

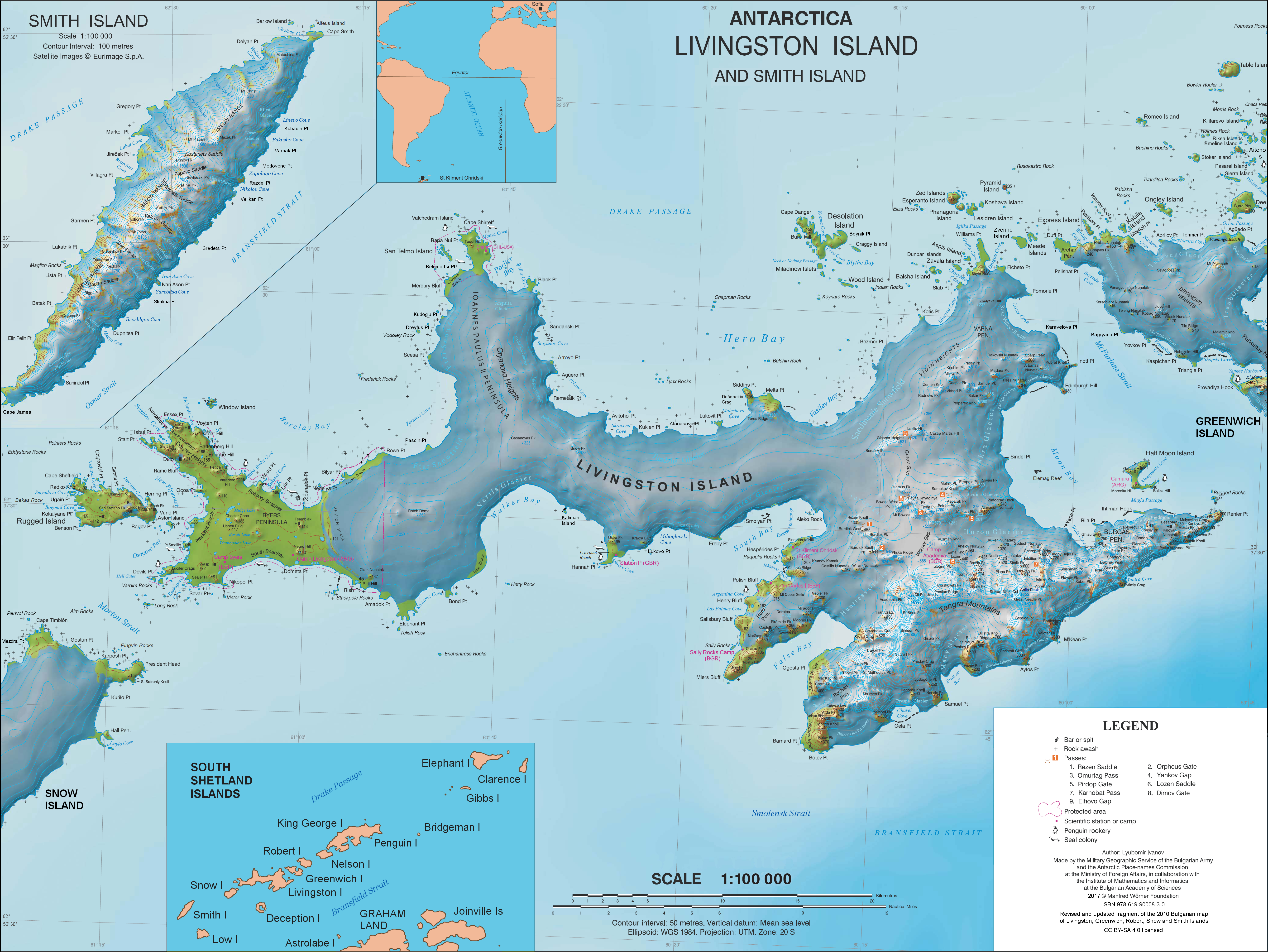
Mapa topográfico de las islas Livingston y Smith.

La Base P - Isla Livingston (en inglés: Station P — Livingston Island) fue un campamento de investigación del Reino Unido ubicado en la caleta Mateev en el lado este de la punta Hannah de la isla Livingston de las Shetland del Sur. En este campamento se realizaron investigaciones sobre geología y biología.

## Historia
La asignación del nombre Base P fue con la intención de edificar una cabaña. El barco RRS Shackleton que la transportaba sufrió daños durante el viaje, por lo que parte del material para la construcción fue utilizado en la reparación de la nave. El 29 de diciembre de 1957 fue inaugurado como campamento temporal móvil, y ocupado hasta el 15 de marzo de 1958.